# Teresa Boix Salada
Teresa Boix Salada (Barcelona, 1 de novembre de 1943) és una empresària hotelera. Filla de Joan Boix Carreras i Neus Salada Carbonell. Des de molt jove ha col·laborat en el desenvolupament de l'empresa familiar. Va estudiar Direcció d'Empreses Turístiques, i es va formar en idiomes (francès, anglès, alemany i italià).
L'any 1963, amb tan sols 19 anys, va començar a dirigir l'Hotel Duing, situat al barri de Sant Roc de Calella de Palafrugell, amb una capacitat per acollir 200 persones.
L'any 1969 es va casar, i va continuar la seva feina tot vivint a Barcelona. Quan va tenir el seu tercer fill va deixar de treballar a l'empresa familiar durant uns anys. L'any 1985, al jubilar-se el seu pare, va agafar les regnes de l'Hotel Sant Roc, de Calella de Palafrugell, reformant l'establiment i aconseguint-ne la tercera estrella.

## L'empresa
L'Hotel Sant Roc, de Calella de Palafrugell, fou inaugurat el 27 de juny de 1955, després de dos anys de feixucs treballs, sobretot per aconseguir fer-hi arribar aigua. L'arquitecte va ser Joaquim Gili i el constructor Jaume Casadevall. L'hotel era propietat de Sant Roc SA, de la qual Joan Boix era el soci majoritari.
L'Hotel Sant Roc va obrir amb 25 habitacions, totes equipades amb sala de bany. Dos anys més tard, el 1957, es va fer una ampliació a la part de ponent amb vint-i-cinc habitacions més. Actualment encara manté les 50 habitacions.
Lluitant amb els desnivells i les roques, es va construir unes escales que anaven fins a la platja. També hi van construir un espigó amb anelles que permetien lligar-hi embarcacions.
L'any 1963 es inaugurar l'Hotel Duing, iniciativa de Joan Boix. L'establiment disposava de piscina amb aigua de mar, pista de tennis i un ambient més jove que el del Sant Roc. Amb l'edifici molt envellit, l'Hotel Duing va tancar al 1982 i any més tard es convertia en apartaments.

## La família
Joan Boix i Carreras havia nascut a Palafrugell, l'any 1907. Engrescat amb la idea de fer-se pastisser es va traslladar a Barcelona, on amb els anys s'especialitzaria dins el negoci de la pastisseria selecta. Però malgrat viure a Barcelona, on hi van néixer les seves filles, Teresa i Montserrat, no va perdre mai les seves arrels empordaneses. Cada any la família passava les vacances a Calella de Palafrugell.
Juntament amb la seva dona, Neus Salada Carbonell, i uns amics va construir l'any 1955 l'Hotel Sant Roc, i l'any 1963 l'Hotel Duing. És la seva filla Teresa Boix Salada, qui de ben petita comença a treballar al negoci familiar, i qui pren el relleu al seu pare quan aquest es jubila l'any 1985. Teresa Boix es casa, l'any 1969, amb Bertrand Hallé, amb qui hi té tres fills: Bruno, Nicolás i Bàrbara.
Quan Bertrand Hallé va poder deixar la feina que tenia a Barcelona i amb la família instal·lada a Calella, es va incorporar a l'empresa familiar compartint amb Teresa Boix la direcció de l'hotel i implicant-se a la Unió d'Empresaris d'Hostaleria i Turisme Costa Brava.
Els fills de la Teresa han seguit les passes familiars i tots tres han estudiat turisme i hostaleria, i dos d'ells, Nicolás i Bàrbara, continuen dirigint l'empresa familiar. Teresa Boix i el seu marit es van jubilar l'any 2010.